# جيسي فروتشن
جيسي فروتشن (بالإنجليزية: Jesse Fortune)‏ هو مغني أمريكي، ولد في 28 فبراير 1930، وتوفي في 31 أغسطس 2009.